# Thorgan Hazard
Pour les articles homonymes, voir Hazard.
Thorgan Hazard, né le 29 mars 1993 à La Louvière en Belgique, est un footballeur international belge qui joue au poste de milieu de terrain ou d'attaquant au RSC Anderlecht.
Fils de footballeurs, il est le frère d'Eden et Kylian Hazard.
Formé au Royal Stade brainois, à Tubize et au RC Lens, c'est avec ce dernier club qu'il fait ses débuts professionnels en juillet 2011. Après une quinzaine de matches, il décide de rejoindre son frère Eden à Chelsea, qui le prête dans la foulée à Zulte Waregem pendant deux ans puis au Borussia M'gladbach l'année suivante, ce dernier club décidant de l'acquérir définitivement au bout de six mois.
Le 22 mai 2019, Thorgan Hazard s’engage avec le Borussia Dortmund pour les cinq prochaines saisons, pour un montant d’environ 25 millions d’euros.

## Étymologie
Le patronyme francophone Hazard désignait au Moyen Âge un joueur, notamment un joueur de dés. C'est une variante de l'ancien français hasart.
Thorgan est un prénom inventé tiré de la bande dessinée belge Thorgal. Les parents Hazard ont modifié le prénom du personnage principal, Thorgal, en mettant un "N" à la place du "L".

« En fait, c’est tiré de la bande dessinée Thorgal (créée en 1977 par Jean Van Hamme et Grzegorz Rosinski, elle raconte l’histoire d’un petit viking prénommé de la sorte en référence à Thor, le dieu de la foudre). On a changé le L pour le N, c’est le choix de la maman car cela faisait trop sévère selon elle. On ne pensait pas que la commune allait l’accepter, mais elle l’a fait... »

— Thierry Hazard à propos du prénom assez particulier de son fils.

## Biographie

### Ascendance et famille
Belge wallon, Thorgan Hazard est le fils de Thierry Hazard, ancien milieu défensif de La Louvière en D2 belge, et de Carine Vanderbecq, qui a évolué en D1 belge au poste d'attaquante.
Deux de ses trois frères, Eden et Kylian, sont également footballeurs professionnels. Son troisième frère se prénomme Ethan.

### Jeunesse et formation

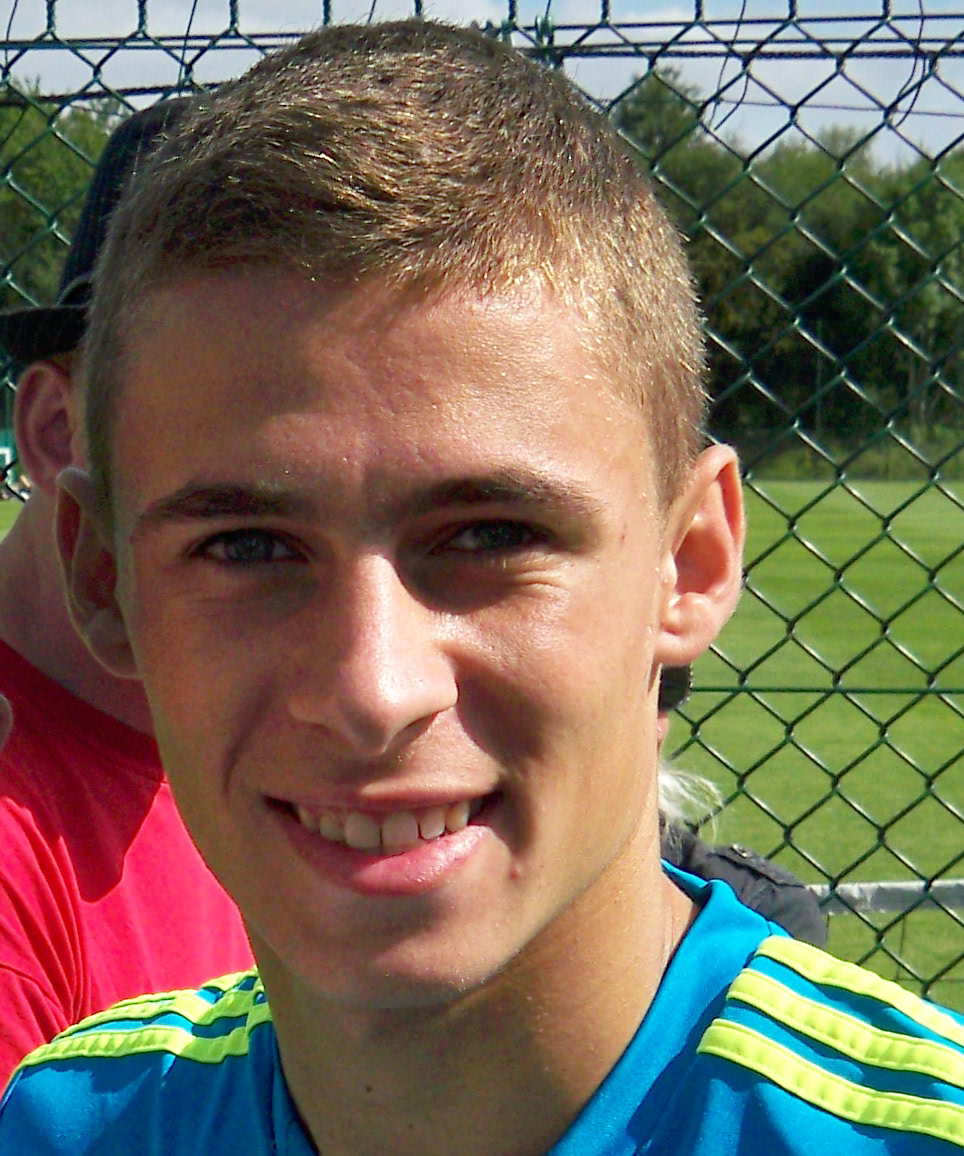
Thorgan Hazard avec le RC Lens en 2011.

Thorgan Hazard commence le football dans le club belge du Royal Stade brainois. Il suit ensuite son frère à Tubize avant de rejoindre à 14 ans le centre de formation du Racing Club de Lens, qui le repère lors d'un tournoi local et alors qu'il aurait pu une nouvelle fois suivre son frère, cette fois-ci à Lille.
Il justifie son choix de la manière suivante : « Les deux clubs étaient intéressés mais avec mes parents, on a préféré Lens pour éviter les comparaisons avec Eden. ».
Après un parcours classique au sein des équipes de jeunes du Racing, Thorgan Hazard intègre lors de la saison 2010-2011 l'équipe réserve du club, pensionnaire de CFA. Un peu plus tôt, il avait signé son premier contrat professionnel, le 7 avril 2010. Celui-ci porte sur trois ans, avec option de prolongation. De temps en temps, il s'entraîne avec le groupe principal. Il est également appelé en mai 2011 pour rejoindre l'équipe professionnelle en match officiel mais reste sur le banc.
Lors de l'été, il joue le championnat d'Europe des moins de 19 ans en Roumanie. Après une défaite (4–1) contre l'Espagne puis un match nul (1–1) face à la Turquie, la sélection belge ne peut réaliser l’exploit de se qualifier pour les demi-finales et termine dernière de son groupe.

### Carrière de joueur

#### Les débuts en pro au Racing Club de Lens
La saison suivante, le jeune belge est promu en équipe première. Il fait ses débuts professionnels le 30 juillet 2011 lors de la défaite du RC Lens face au Stade de Reims (0–2) en ouverture du championnat de Ligue 2. Présent sur le banc de touche au coup d’envoi, Thorgan Hazard entre en jeu à la 64e minute pour remplacer Serge Aurier. Dès lors, il continue à jouer de courts morceaux de matches et n'est titularisé qu'à six reprises, ce qui n'empêche pas les plus grands clubs européens de le suivre. 
Au mois de mai 2012, Lens termine à une décevante douzième place, et doit faire face à des soucis financiers, qui l'obligent à se séparer de ses plus fortes valeurs marchandes, dont Thorgan Hazard.

#### Le grand saut à Chelsea
Le 24 juillet 2012, le club vainqueur de la Ligue des champions annonce avoir trouvé un accord avec Lens au sujet du transfert de Thorgan Hazard vers Londres, peu de temps après l'arrivée à Chelsea de son frère Eden,. Le montant du transfert est estimé à 500 000 euros. Chelsea précise aussi que Thorgan Hazard n'intégrera simplement que l'équipe réserve. Le 17 août 2012, le Belge joue son premier match avec les Blues en championnat espoir.

##### Prêt à Zulte Waregem

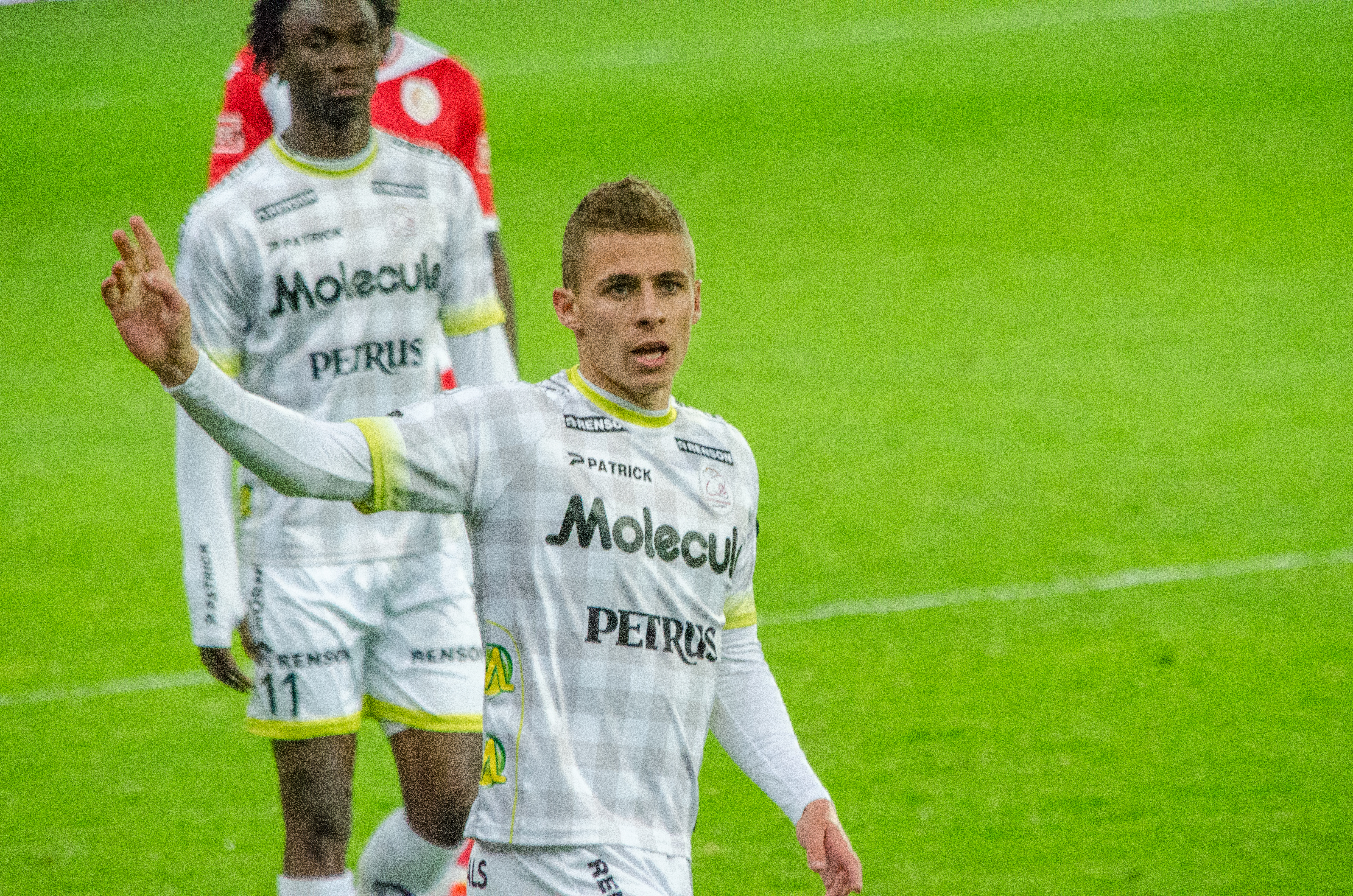
Thorgan Hazard, avec Zulte Waregem contre le Standard en 2014.

Le 30 août 2012, afin de lui donner un peu plus d'expérience, Chelsea décide d'envoyer Hazard vers Zulte Waregem et le championnat belge, sous la forme d'un prêt d'un an sans option d'achat. Après un court temps d'adaptation, il gagne un statut de titulaire dans l'une des équipes en forme de Jupiler League. Il est aussi appelé chez les espoirs belges pour plusieurs matches amicaux. Le 16 mai 2013, Thorgan Hazard inscrit un but et délivre deux passes décisives contre le Club Bruges (victoire 5-2 de Zulte Waregem). Le 19 mai, Zulte Waregem concède le match nul contre Anderlecht (1-1) et finit vice-champion de Belgique 2013.
Il boucle sa première saison en tant que titulaire avec 5 buts et 10 passes décisives en 38 rencontres disputées.
À la suite de ses bonnes performances de la saison, le jeune Hazard est convoqué pour la première fois en équipe de Belgique par le sélectionneur Marc Wilmots pour un match qualificatif à la Coupe du monde 2014. Le 29 mai, Thorgan Hazard connaît sa première sélection avec la Belgique en rentrant en jeu lors de la victoire face aux États-Unis (4-2) en match amical,.
En quête de temps de jeu pour le jeune belge, Chelsea décide de le laisser au SV Zulte Waregem une saison de plus. Il hérite du brassard de capitaine pour la saison 2013-2014, décision qui provoque le mécontentement de plusieurs joueurs (notamment Steve Colpaert, Mbaye Leye et Davy De Fauw, le capitaine déchu) et entourée de suspicions sur sa motivation,. Dès le lendemain de sa nomination, l'ancien lensois choisit de rendre le brassard à De Fauw. Le jeune belge réalise un début de championnat idéal avec 5 buts et 5 passes décisives en 7 rencontres dont une superbe louche en profondeur pour Habib Habibou malgré la défaite 5-2 face à Genk. Lors de la 9e journée, à Lokeren, Thorgan Hazard montre la voie à suivre aux siens en inscrivant les deux premiers buts de son équipe pour une victoire 2-4 contre un de ses concurrents au top-6. Il termine à la 4e place de la Jupiler Pro League.
Le 22 janvier 2014, il remporte le soulier d'or belge devant l'attaquant Maxime Lestienne et le gardien Silvio Proto. Il est le soixantième footballeur à remporter ce prix.
Durant sa seconde saison en Belgique, il devient un pilier de l'équipe disputant 53 rencontres toutes compétitions confondues et inscrivant 17 buts et délivrant 20 passes décisives dont 15 en Championnat faisant de lui le meilleur passeur Jupiler Pro League.
En fin de saison, il figure parmi les 30 Belges pré-sélectionnés pour participer à la Coupe du monde et figure parmi les réservistes. Conformément à cette pré-liste, il ne fait pas partie de la sélection finale.
Son prêt en Belgique ne sera pas reprolongé, Thorgan Hazard aura disputé 90 matchs pour le SV Zulte Waregem inscrivant 22 buts et 30 passes décisives en deux saisons.

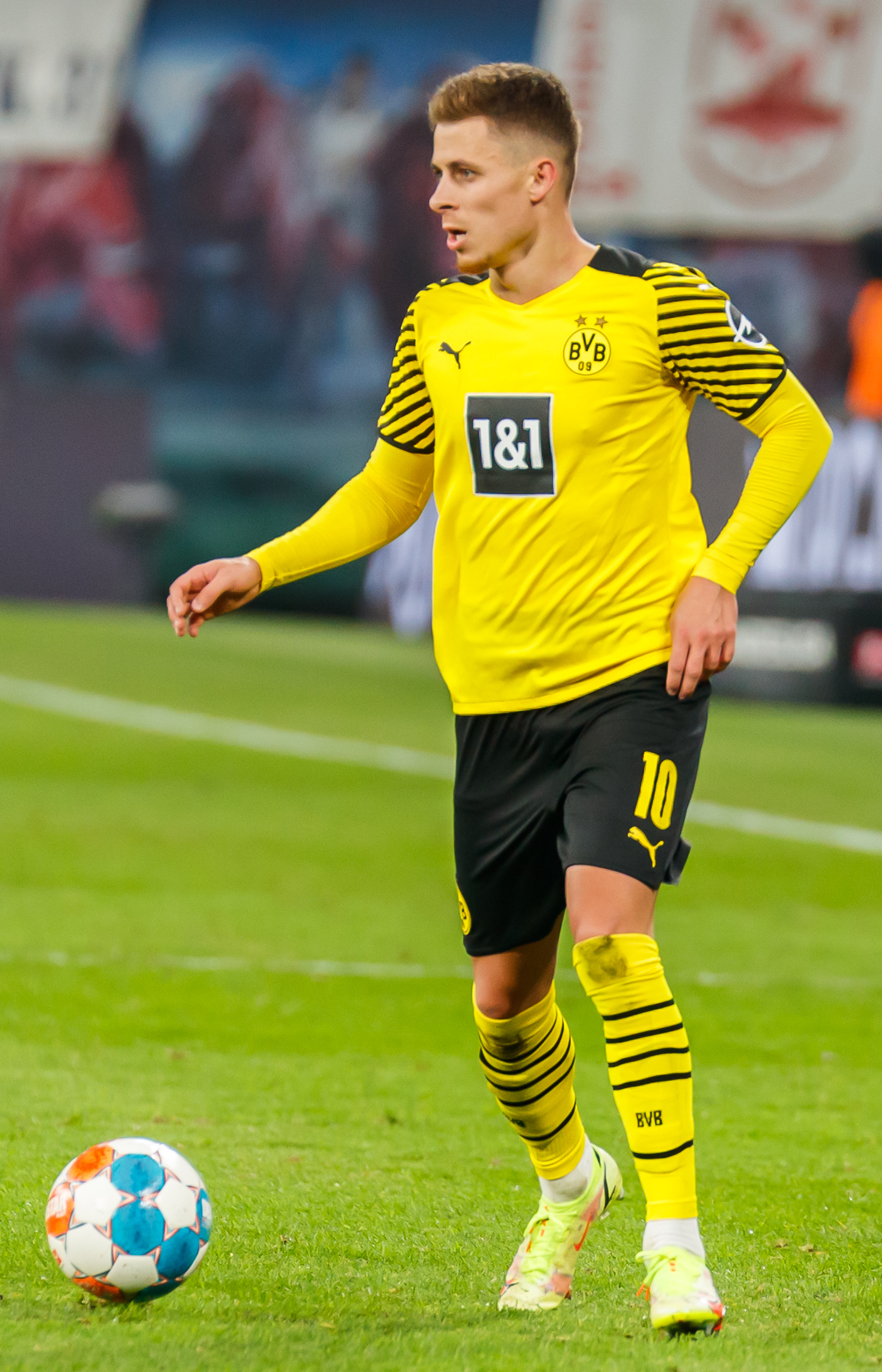
Thorgan Hazard avec le Borussia Dortmund en 2021.

##### Prêt à Mönchengladbach
Le 5 juillet 2014, Thorgan Hazard est officiellement présenté au Borussia Mönchengladbach où il prend le n°26. Il y est prêté pour une saison pour accroitre son expérience et franchir un palier en découvrant la Bundesliga. Il y marque son premier but le 20 juillet 2014 à l'occasion du premier match amical de préparation contre Stoke City (1-1).
Le 28 août 2014, Thorgan Hazard inscrit ses premiers buts officiels sous ses nouvelles couleurs, le premier sur penalty avant de transformer un coup franc direct aux 25 mètres lors du match de barrage retour de Ligue Europa contre le FK Sarajevo pour une  écrasante victoire 7-0 du Borussia Mönchengladbach.
Le 6 décembre face au Herta Berlin lors de la 14e journée de Bundesliga, Thorgan Hazard prend une grande part dans le succès des siens puisqu'il distribue une passe décisive avant d'inscrire le but de la victoire, son premier dans le Championnat allemand (3-2). Il distribue deux nouvelles passes décisives lors des deux rencontres suivantes face au Bayer Leverkusen (1-1) et lors de l'écrasante victoire face au Werder Brême (4-1).
Les supporters du club l'élisent meilleur joueur offensif de la première partie de saison malgré un statut de remplaçant durant les premiers mois. Les dirigeants entrent en négociation avec Chelsea à qui le Belge appartient, pour définitivement le transférer, chose à laquelle s'oppose immédiatement José Mourinho qui voit en Thorgan un joueur capable de briller avec les Blues mais dont le poste est déjà occupé par son propre frère, Eden.

#### Transfert définitif au Borussia Mönchengladbach
Très acclimaté au sein de l'équipe allemande et après plusieurs refus de José Mourinho, Chelsea et le Borussia Mönchengladbach trouvent un accord pour un transfert définitif de l'international belge pour un montant de 8 millions d'euros et un contrat qui court jusqu'en 2020. Cependant, le club londonien garde une clause de rachat dans le contrat.

#### Transfert au Borussia Dortmund
Le 22 mai 2019, le Borussia Dortmund officialise son transfert pour la saison suivante.

#### Transfert au RSC Anderlecht
Le 6 septembre 2023, il s'engage officiellement en faveur du RSC Anderlecht. Il signe un contrat de trois ans plus une année en option. Le 14 avril 2024, lors du match opposant le Sporting à l'Union Saint-Gilloise, Thorgan Hazard se déchire le ligament croisé du genou droit, ce qui met fin à sa saison avec un bilan de quatre buts et six passes décisives.

### En sélections nationales

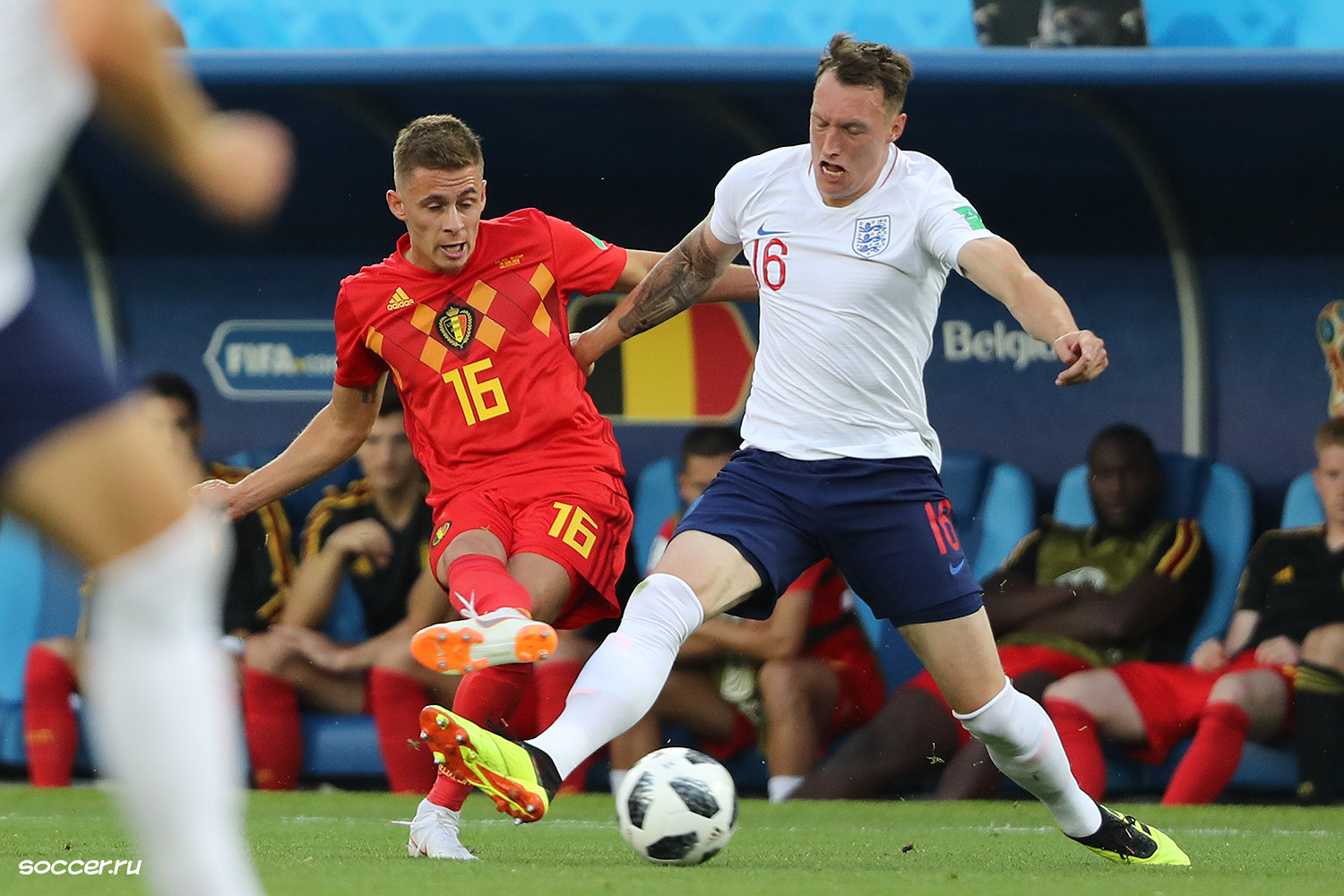
Thorgan Hazard face à l'Angleterre lors de la Coupe du monde 2018.

Thorgan Hazard joue pour la première fois avec l'équipe nationale de Belgique en 2013 contre les États-Unis. En 2016, il est remplaçant pour l'Euro. En fin d'année, il joue pour la deuxième fois avec les Diables rouges contre les Pays-Bas.
En octobre 2017, contre Chypre, il est titularisé pour la première fois par Roberto Martínez. Son frère, Eden Hazard ouvre le score avant que Thorgan ne double la mise, en inscrivant son tout premier but chez les Diables Rouges . En seconde période, Eden inscrit un deuxième but sur penalty.

#### Coupe du monde 2018
Lors de la Coupe du monde de football 2018, il est titularisé lors du match de poule contre l'Angleterre. Il jouera pour un total de 97 minutes au cours de cette Coupe du monde 2018. En marge de la « petite finale », l'équipe nationale belge finit troisième du tournoi et décroche le bronze.

#### Euro 2020
Convoqué pour l'Euro 2020, il est l'auteur de l'égalisation belge face au Danemark lors du deuxième match de poules. Il récidive lors du match de huitième de finale, contre le champion d'Europe 2016, le Portugal, d'un but magnifique cadré du pied droit à 30 mètres, en pleine lucarne, et permet ainsi à son équipe de rejoindre l'Italie en quart de finale. 

#### Coupe du monde 2022
Le 10 novembre 2022, il est sélectionné par Roberto Martínez pour participer à la Coupe du monde 2022.

## Statistiques

### En club
| Saison                | Club                            | Championnat           | Championnat | Championnat | Championnat | Coupe nationale | Coupe nationale | Coupe nationale | Coupe de la Ligue | Coupe de la Ligue | Coupe de la Ligue | Compétition(s) continentale(s) | Compétition(s) continentale(s) | Compétition(s) continentale(s) | Compétition(s) continentale(s) | Autres compétitions | Autres compétitions | Autres compétitions | Autres compétitions | Total | Total | Total |
| Saison                | Club                            | Division              | M.          | B.          | P.d.        | M.              | B.              | P.d.            | M.                | B.                | P.d.              | Comp.                          | M.                             | B.                             | P.d.                           | Comp.               | M.                  | B.                  | P.d.                | M.    | B.    | P.d.  |
| 2011-2012             | RC Lens                         | Ligue 2               | 14          | 0           | 1           | -               | -               | -               | 1                 | 0                 | 0                 | -                              | -                              | -                              | -                              | -                   | -                   | -                   | -                   | 15    | 0     | 1     |
| 2012-2013             | SV Zulte Waregem (prêt)         | Division 1            | 24          | 3           | 6           | 3               | 0               | 0               | -                 | -                 | -                 | -                              | -                              | -                              | -                              | PO1                 | 10                  | 1                   | 4                   | 37    | 4     | 10    |
| 2013-2014             | SV Zulte Waregem (prêt)         | Division 1            | 29          | 9           | 14          | 4               | 1               | 0               | -                 | -                 | -                 | C1+C3                          | 2+8                            | 0+2                            | 0+3                            | PO1                 | 10                  | 5                   | 2                   | 53    | 17    | 19    |
| Sous-total            | Sous-total                      | Sous-total            | 53          | 12          | 20          | 7               | 1               | 0               | -                 | -                 | -                 | -                              | 10                             | 2                              | 3                              | -                   | 20                  | 6                   | 6                   | 90    | 21    | 29    |
| 2014-2015             | Borussia Mönchengladbach (prêt) | Bundesliga            | 28          | 1           | 7           | 4               | 1               | 0               | -                 | -                 | -                 | C3                             | 9                              | 3                              | 3                              | -                   | -                   | -                   | -                   | 41    | 5     | 10    |
| 2015-2016             | Borussia Mönchengladbach        | Bundesliga            | 29          | 4           | 5           | 3               | 2               | 1               | -                 | -                 | -                 | C1                             | 4                              | 0                              | 0                              | -                   | -                   | -                   | -                   | 36    | 6     | 6     |
| 2016-2017             | Borussia Mönchengladbach        | Bundesliga            | 23          | 6           | 4           | 2               | 1               | 0               | -                 | -                 | -                 | C1+C3                          | 6+2                            | 4+0                            | 3+0                            | -                   | -                   | -                   | -                   | 33    | 11    | 7     |
| 2017-2018             | Borussia Mönchengladbach        | Bundesliga            | 34          | 10          | 8           | 3               | 1               | 1               | -                 | -                 | -                 | -                              | -                              | -                              | -                              | -                   | -                   | -                   | -                   | 37    | 11    | 9     |
| 2018-2019             | Borussia Mönchengladbach        | Bundesliga            | 33          | 10          | 11          | 2               | 3               | 1               | -                 | -                 | -                 | -                              | -                              | -                              | -                              | -                   | -                   | -                   | -                   | 35    | 13    | 12    |
| Sous-total            | Sous-total                      | Sous-total            | 147         | 31          | 35          | 14              | 8               | 3               | -                 | -                 | -                 | -                              | 21                             | 7                              | 6                              | -                   | -                   | -                   | -                   | 182   | 46    | 44    |
| 2019-2020             | Borussia Dortmund               | Bundesliga            | 33          | 7           | 13          | 3               | 0               | 1               | -                 | -                 | -                 | C1                             | 7                              | 0                              | 0                              | -                   | -                   | -                   | -                   | 43    | 7     | 14    |
| 2020-2021             | Borussia Dortmund               | Bundesliga            | 16          | 1           | 3           | 5               | 2               | 1               | -                 | -                 | -                 | C1                             | 7                              | 1                              | 2                              | -                   | -                   | -                   | -                   | 28    | 4     | 6     |
| 2021-2022             | Borussia Dortmund               | Bundesliga            | 23          | 4           | 1           | 3               | 2               | 0               | -                 | -                 | -                 | C1+C3                          | 3+1                            | 0+0                            | 0+0                            | -                   | -                   | -                   | -                   | 30    | 6     | 1     |
| 2022-2023             | Borussia Dortmund               | Bundesliga            | 14          | 0           | 0           | 2               | 0               | 0               | -                 | -                 | -                 | C1                             | 5                              | 1                              | 0                              | -                   | -                   | -                   | -                   | 21    | 1     | 0     |
| 2023-2024             | Borussia Dortmund               | Bundesliga            | 1           | 0           | 0           | 0               | 0               | 0               | -                 | -                 | -                 | C1                             | -                              | -                              | -                              | -                   | -                   | -                   | -                   | 1     | 0     | 0     |
| Sous-total            | Sous-total                      | Sous-total            | 87          | 12          | 17          | 13              | 4               | 2               | -                 | -                 | -                 | -                              | 23                             | 2                              | 2                              | -                   | -                   | -                   | -                   | 123   | 18    | 21    |
| 2022-2023             | PSV Eindhoven (prêt)            | Eredivisie            | 9           | 1           | 0           | 3               | 1               | 1               | -                 | -                 | -                 | C1+C3                          | 0+1                            | 0+0                            | 0+0                            | -                   | -                   | -                   | -                   | 13    | 2     | 1     |
| 2023-2024             | RSC Anderlecht                  | Division 1A           | 19          | 4           | 6           | 2               | 0               | 0               | -                 | -                 | -                 | -                              | -                              | -                              | -                              | PO1                 | 3                   | 0                   | 0                   | 24    | 4     | 6     |
| 2024-2025             | RSC Anderlecht                  | Division 1A           | 11          | 2           | 1           | 4               | 0               | 0               | -                 | -                 | -                 | C3                             | 4                              | 0                              | 1                              | PO1                 | 9                   | 0                   | 2                   | 28    | 2     | 4     |
| 2025-2026             | RSC Anderlecht                  | Division 1A           | 4           | 4           | 0           | -               | -               | -               | -                 | -                 | -                 | C3+C4                          | 2+1                            | 0+0                            | 0+0                            | -                   | -                   | -                   | -                   | 7     | 4     | 0     |
| Sous-total            | Sous-total                      | Sous-total            | 34          | 10          | 7           | 6               | 0               | 0               | -                 | -                 | -                 | -                              | 7                              | 0                              | 1                              | -                   | 12                  | 0                   | 2                   | 59    | 10    | 10    |
| Total sur la carrière | Total sur la carrière           | Total sur la carrière | 344         | 66          | 80          | 43              | 14              | 6               | 1                 | 0                 | 0                 | -                              | 62                             | 11                             | 17                             | -                   | 27                  | 6                   | 8                   | 477   | 97    | 111   |

### En sélections nationales
| Saison                | Sélection             | Phases finales        | Phases finales | Phases finales | Phases finales | Éliminatoires CDM | Éliminatoires CDM | Éliminatoires CDM | Éliminatoires EURO | Éliminatoires EURO | Éliminatoires EURO | Ligue des Nations | Ligue des Nations | Ligue des Nations | Matchs amicaux | Matchs amicaux | Matchs amicaux | Total | Total | Total |
| Saison                | Sélection             | Compétition           | M              | B              | Pd             | M                 | B                 | Pd                | M                  | B                  | Pd                 | M                 | B                 | Pd                | M              | B              | Pd             | M     | B     | Pd    |
| --------------------- | --------------------- | --------------------- | -------------- | -------------- | -------------- | ----------------- | ----------------- | ----------------- | ------------------ | ------------------ | ------------------ | ----------------- | ----------------- | ----------------- | -------------- | -------------- | -------------- | ----- | ----- | ----- |
| 2012-2013             | Belgique              | -                     | -              | -              | -              | -                 | -                 | -                 | -                  | -                  | -                  | -                 | -                 | -                 | 1              | 0              | 0              | 1     | 0     | 0     |
| 2016-2017             | Belgique              | -                     | -              | -              | -              | -                 | -                 | -                 | -                  | -                  | -                  | -                 | -                 | -                 | 3              | 0              | 1              | 3     | 0     | 1     |
| 2017-2018             | Belgique              | Coupe du monde 2018   | 2              | 0              | 0              | 2                 | 1                 | 0                 | -                  | -                  | -                  | -                 | -                 | -                 | 5              | 0              | 0              | 9     | 1     | 0     |
| 2018-2019             | Belgique              | -                     | -              | -              | -              | -                 | -                 | -                 | 4                  | 0                  | 1                  | 4                 | 2                 | 0                 | 2              | 0              | 1              | 10    | 2     | 2     |
| 2019-2020             | Belgique              | -                     | -              | -              | -              | -                 | -                 | -                 | 3                  | 1                  | 1                  | -                 | -                 | -                 | -              | -              | -              | 3     | 1     | 1     |
| 2020-2021             | Belgique              | Euro 2020             | 4              | 2              | 0              | 2                 | 1                 | 1                 | -                  | -                  | -                  | 4                 | 0                 | 1                 | 3              | 1              | 0              | 13    | 4     | 2     |
| 2021-2022             | Belgique              | -                     | -              | -              | -              | 2                 | 1                 | 0                 | -                  | -                  | -                  | 3                 | 0                 | 1                 | 1              | 0              | 1              | 6     | 1     | 2     |
| 2022-2023             | Belgique              | Coupe du monde 2022   | 2              | 0              | 0              | -                 | -                 | -                 | -                  | -                  | -                  | -                 | -                 | -                 | -              | -              | -              | 2     | 0     | 0     |
| Total sur la carrière | Total sur la carrière | Total sur la carrière | 8              | 2              | 0              | 6                 | 3                 | 1                 | 7                  | 1                  | 2                  | 11                | 2                 | 2                 | 15             | 1              | 3              | 47    | 9     | 8     |

### Matchs internationaux
| Matchs internationaux de Thorgan Hazard, | Matchs internationaux de Thorgan Hazard, | Matchs internationaux de Thorgan Hazard,      | Matchs internationaux de Thorgan Hazard, | Matchs internationaux de Thorgan Hazard, | Matchs internationaux de Thorgan Hazard, | Matchs internationaux de Thorgan Hazard, | Matchs internationaux de Thorgan Hazard,                                     |
| #                                        | Date                                     | Lieu                                          | Adversaire                               | Résultat                                 | Compétition                              | Club                                     | Notes                                                                        |
| ---------------------------------------- | ---------------------------------------- | --------------------------------------------- | ---------------------------------------- | ---------------------------------------- | ---------------------------------------- | ---------------------------------------- | ---------------------------------------------------------------------------- |
| 1                                        | 29 mai 2013                              | FirstEnergy Stadium, Cleveland, États-Unis    | États-Unis                               | V 4 - 2                                  | Match amical                             | SV Zulte Waregem                         | Entre en jeu à la place de Romelu Lukaku à la 83e minute de jeu.             |
| 2                                        | 9 novembre 2016                          | Amsterdam Arena, Amsterdam, Pays-Bas          | Pays-Bas                                 | N 1 - 1                                  | Match amical                             | Borussia Mönchengladbach                 | Entre en jeu à la place de Kevin De Bruyne à la 64e minute de jeu.           |
| 3                                        | 28 mars 2017                             | Stade olympique Ficht, Sotchi, Russie         | Russie                                   | N 3 - 3                                  | Match amical                             | Borussia Mönchengladbach                 | Entre en jeu à la place de Mousa Dembélé à la 84e minute de jeu.             |
| 4                                        | 5 juin 2017                              | Stade Roi Baudouin, Bruxelles, Belgique       | Tchéquie                                 | V 2 - 1                                  | Match amical                             | Borussia Mönchengladbach                 | Entre en jeu à la place de Yannick Carrasco à la 88e minute de jeu.          |
| 5                                        | 31 août 2017                             | Stade Maurice-Dufrasne, Liège, Belgique       | Gibraltar                                | V 9 - 0                                  | Éliminatoires de la Coupe du monde 2018  | Borussia Mönchengladbach                 | Entre en jeu à la place de Eden Hazard à la 77e minute de jeu.               |
| 6                                        | 10 octobre 2017                          | Stade Roi Baudouin, Bruxelles, Belgique       | Chypre                                   | V 4 - 0                                  | Éliminatoires de la Coupe du monde 2018  | Borussia Mönchengladbach                 | Titulaire et buteur.                                                         |
| 7                                        | 10 novembre 2017                         | Stade Roi Baudouin, Bruxelles, Belgique       | Mexique                                  | N 3 - 3                                  | Match amical                             | Borussia Mönchengladbach                 | Entre en jeu à la place de Eden Hazard à la 85e minute de jeu.               |
| 8                                        | 14 novembre 2017                         | Stade Jan-Breydel, Bruges, Belgique           | Japon                                    | V 1 - 0                                  | Match amical                             | Borussia Mönchengladbach                 | Titulaire.                                                                   |
| 9                                        | 2 juin 2018                              | Stade Roi Baudouin, Bruxelles, Belgique       | Portugal                                 | N 0 - 0                                  | Match amical                             | Borussia Mönchengladbach                 | Entre en jeu à la place de Eden Hazard à la 80e minute de jeu.               |
| 10                                       | 6 juin 2018                              | Stade Roi Baudouin, Bruxelles, Belgique       | Égypte                                   | V 3 - 0                                  | Match amical                             | Borussia Mönchengladbach                 | Entre en jeu à la place de Thomas Meunier à la 70e minute de jeu.            |
| 11                                       | 11 juin 2018                             | Stade Roi Baudouin, Bruxelles, Belgique       | Costa Rica                               | V 4 - 1                                  | Match amical                             | Borussia Mönchengladbach                 | Entre en jeu à la place de Romelu Lukaku à la 66e minute de jeu.             |
| 12                                       | 18 juin 2018                             | Stade olympique Ficht, Sotchi, Russie         | Panama                                   | V 3 - 0                                  | Coupe du monde 2018                      | Borussia Mönchengladbach                 | Entre en jeu à la place de Dries Mertens à la 83e minute de jeu.             |
| 13                                       | 28 juin 2018                             | Arena Baltika, Kaliningrad, Russie            | Angleterre                               | V 1 - 0                                  | Coupe du monde 2018                      | Borussia Mönchengladbach                 | Titulaire.                                                                   |
| 14                                       | 7 septembre 2018                         | Hampden Park, Glasgow, Écosse                 | Écosse                                   | V 4 - 0                                  | Match amical                             | Borussia Mönchengladbach                 | Titulaire.                                                                   |
| 15                                       | 11 septembre 2018                        | Laugardalsvöllur, Reykjavik, Islande          | Islande                                  | V 3 - 0                                  | Ligue des nations 2018-2019              | Borussia Mönchengladbach                 | Entre en jeu à la place de Eden Hazard à la 89e minute de jeu.               |
| 16                                       | 12 octobre 2018                          | Stade Roi Baudouin, Bruxelles, Belgique       | Suisse                                   | V 2 - 1                                  | Ligue des nations 2018-2019              | Borussia Mönchengladbach                 | Entre en jeu à la place de Dries Mertens à la 92e minute de jeu.             |
| 17                                       | 16 octobre 2018                          | Stade Roi Baudouin, Bruxelles, Belgique       | Pays-Bas                                 | N 1 - 1                                  | Match amical                             | Borussia Mönchengladbach                 | Entre en jeu à la place de Eden Hazard à la 46e minute de jeu.               |
| 18                                       | 15 novembre 2018                         | Stade Roi Baudouin, Laeken, Belgique          | Islande                                  | V 2 - 0                                  | Ligue des nations 2018-2019              | Borussia Mönchengladbach                 | Titulaire.                                                                   |
| 19                                       | 18 novembre 2018                         | Luzern Arena, Lucerne, Suisse                 | Suisse                                   | D 2 - 5                                  | Ligue des nations 2018-2019              | Borussia Mönchengladbach                 | Titulaire et buteur.                                                         |
| 20                                       | 21 mars 2019                             | Stade Roi Baudouin, Bruxelles, Belgique       | Russie                                   | V 3 - 1                                  | Éliminatoires de l'Euro 2020             | Borussia Mönchengladbach                 | Titulaire, remplacé par Nacer Chadli à la 84e minute de jeu.                 |
| 21                                       | 24 mars 2019                             | Stade GSP, Nicosie, Chypre                    | Chypre                                   | V 2 - 0                                  | Éliminatoires de l'Euro 2020             | Borussia Mönchengladbach                 | Titulaire, remplacé par Yannick Carrasco à la 68e minute de jeu.             |
| 22                                       | 8 juin 2019                              | Stade Roi Baudouin, Bruxelles, Belgique       | Kazakhstan                               | V 3 - 0                                  | Éliminatoires de l'Euro 2020             | Borussia Mönchengladbach                 | Titulaire.                                                                   |
| 23                                       | 11 juin 2019                             | Stade Roi Baudouin, Bruxelles, Belgique       | Écosse                                   | V 3 - 0                                  | Éliminatoires de l'Euro 2020             | Borussia Mönchengladbach                 | Titulaire, remplacé par Yannick Carrasco à la 90e minute de jeu.             |
| 24                                       | 13 octobre 2019                          | Astana Arena, Noursoultan, Kazakhstan         | Kazakhstan                               | V 2 - 0                                  | Éliminatoires de l'Euro 2020             | Borussia Dortmund                        | Titulaire.                                                                   |
| 25                                       | 16 novembre 2019                         | Gazprom Arena, Saint-Pétersbourg, Russie      | Russie                                   | V 4 - 1                                  | Éliminatoires de l'Euro 2020             | Borussia Dortmund                        | Titulaire et buteur.                                                         |
| 26                                       | 19 novembre 2019                         | Stade Roi Baudouin, Bruxelles, Belgique       | Chypre                                   | V 6 - 1                                  | Éliminatoires de l'Euro 2020             | Borussia Dortmund                        | Titulaire.                                                                   |
| 27                                       | 5 septembre 2020                         | Parken Stadium, Copenhague, Danemark          | Danemark                                 | V 2 - 0                                  | Ligue des nations 2020-2021              | Borussia Dortmund                        | Titulaire.                                                                   |
| 28                                       | 8 septembre 2020                         | Stade Roi Baudouin, Bruxelles, Belgique       | Islande                                  | V 5 - 1                                  | Ligue des nations 2020-2021              | Borussia Dortmund                        | Titulaire, remplacé par Yari Verschaeren à la 65e minute de jeu.             |
| 29                                       | 11 novembre 2020                         | Stade Den Dreef, Louvain, Belgique            | Suisse                                   | V 2 - 1                                  | Match amical                             | Borussia Dortmund                        | Titulaire, remplacé par Charles De Ketelaere à la 91e minute de jeu.         |
| 30                                       | 15 novembre 2020                         | Stade Den Dreef, Louvain, Belgique            | Angleterre                               | V 2 - 0                                  | Ligue des nations 2020-2021              | Borussia Dortmund                        | Titulaire.                                                                   |
| 31                                       | 18 novembre 2020                         | Stade Den Dreef, Louvain, Belgique            | Danemark                                 | V 4 - 2                                  | Ligue des nations 2020-2021              | Borussia Dortmund                        | Titulaire, remplacé par Thomas Foket à la 77e minute de jeu.                 |
| 32                                       | 24 mars 2021                             | Stade Den Dreef, Louvain, Belgique            | Pays de Galles                           | V 3 - 1                                  | Éliminatoires de la Coupe du monde 2022  | Borussia Dortmund                        | Titulaire et buteur, remplacé par Timothy Castagne à la 84e minute de jeu.   |
| 33                                       | 30 mars 2021                             | Stade Den Dreef, Louvain, Belgique            | Biélorussie                              | V 8 - 0                                  | Éliminatoires de la Coupe du monde 2022  | Borussia Dortmund                        | Titulaire.                                                                   |
| 34                                       | 3 juin 2021                              | Stade Roi Baudouin, Bruxelles, Belgique       | Grèce                                    | N 1 - 1                                  | Match amical                             | Borussia Dortmund                        | Titulaire et buteur, remplacé par Nacer Chadli à la 74e minute de jeu.       |
| 35                                       | 6 juin 2021                              | Stade Roi Baudouin, Bruxelles, Belgique       | Croatie                                  | V 1 - 0                                  | Match amical                             | Borussia Dortmund                        | Entre en jeu à la place de Nacer Chadli à la 71e minute de jeu.              |
| 36                                       | 12 juin 2021                             | Gazprom Arena, Saint-Pétersbourg, Russie      | Russie                                   | V 3 - 0                                  | Euro 2020                                | Borussia Dortmund                        | Titulaire.                                                                   |
| 37                                       | 17 juin 2021                             | Parken Stadium, Copenhague, Danemark          | Danemark                                 | V 2 - 1                                  | Euro 2020                                | Borussia Dortmund                        | Titulaire et buteur, remplacé par Thomas Vermaelen à la 94e minute de jeu.   |
| 38                                       | 27 juin 2021                             | Stade La Cartuja, Séville, Espagne            | Portugal                                 | V 1 - 0                                  | Euro 2020                                | Borussia Dortmund                        | Titulaire et buteur, remplacé par Leander Dendoncker à la 95e minute de jeu. |
| 39                                       | 2 juillet 2021                           | Allianz Arena, Munich, Allemagne              | Italie                                   | D 1 - 2                                  | Euro 2020                                | Borussia Dortmund                        | Titulaire.                                                                   |
| 40                                       | 13 novembre 2021                         | Stade Roi Baudouin, Bruxelles, Belgique       | Estonie                                  | V 3 - 1                                  | Éliminatoires de la Coupe du monde 2022  | Borussia Dortmund                        | Buteur, entre en jeu à la place de Eden Hazard à la 62e minute de jeu.       |
| 41                                       | 16 novembre 2021                         | Cardiff City Stadium, Cardiff, Pays de Galles | Pays de Galles                           | N 1 - 1                                  | Éliminatoires de la Coupe du monde 2022  | Borussia Dortmund                        | Titulaire, écope d'un carton jaune à la 71e minute de jeu.                   |
| 42                                       | 26 mars 2022                             | Aviva Stadium, Dublin, Irlande                | République d'Irlande                     | N 2 - 2                                  | Match amical                             | Borussia Dortmund                        | Titulaire.                                                                   |
| 43                                       | 8 juin 2022                              | Stade Roi Baudouin, Bruxelles, Belgique       | Pologne                                  | V 6 - 1                                  | Ligue des nations 2022-2023              | Borussia Dortmund                        | Entre en jeu à la place de Timothy Castagne à la 84e minute de jeu.          |
| 44                                       | 11 juin 2022                             | Cardiff City Stadium, Cardiff, Pays de Galles | Pays de Galles                           | N 1 - 1                                  | Ligue des nations 2022-2023              | Borussia Dortmund                        | Entre en jeu à la place de Yannick Carrasco à la 61e minute de jeu.          |
| 45                                       | 14 juin 2022                             | Stade national, Varsovie, Pologne             | Pologne                                  | V 1 - 0                                  | Ligue des nations 2022-2023              | Borussia Dortmund                        | Titulaire, remplacé par Thomas Foket à la 62e minute de jeu.                 |
| 46                                       | 27 novembre 2022                         | Stade d'Al-Thumama, Doha, Qatar               | Maroc                                    | D 0 - 2                                  | Coupe du monde 2022                      | Borussia Dortmund                        | Titulaire, remplacé par Leandro Trossard à la 75e minute de jeu.             |
| 47                                       | 1er décembre 2022                        | Stade Ahmed-ben-Ali, Al Rayyan, Qatar         | Croatie                                  | N 0 - 0                                  | Coupe du monde 2022                      | Borussia Dortmund                        | Entre en jeu à la place de Leandro Trossard à la 59e minute de jeu.          |

### Buts internationaux
| Buts internationaux de Thorgan Hazard, | Buts internationaux de Thorgan Hazard, | Buts internationaux de Thorgan Hazard,   | Buts internationaux de Thorgan Hazard, | Buts internationaux de Thorgan Hazard, | Buts internationaux de Thorgan Hazard,  | Buts internationaux de Thorgan Hazard, | Buts internationaux de Thorgan Hazard, | Buts internationaux de Thorgan Hazard, | Buts internationaux de Thorgan Hazard, |
| #                                      | Date                                   | Lieu                                     | Adversaire                             | Résultat                               | Compétition                             | Détail                                 | Détail                                 | Détail                                 | Cape                                   |
| -------------------------------------- | -------------------------------------- | ---------------------------------------- | -------------------------------------- | -------------------------------------- | --------------------------------------- | -------------------------------------- | -------------------------------------- | -------------------------------------- | -------------------------------------- |
| 1                                      | 10 octobre 2017                        | Stade Roi Baudouin, Bruxelles, Belgique  | Chypre                                 | V 4 - 0                                | Éliminatoires de la Coupe du monde 2018 | 52e                                    | du pied droit                          | 2-0                                    | 6e                                     |
| 2                                      | 18 novembre 2018                       | Luzern Arena, Lucerne, Suisse            | Suisse                                 | D 2 - 5                                | Ligue des nations 2018-2019             | 2e                                     | du pied droit                          | 0-1                                    | 19e                                    |
| 3                                      | 18 novembre 2018                       | Luzern Arena, Lucerne, Suisse            | Suisse                                 | D 2 - 5                                | Ligue des nations 2018-2019             | 17e                                    | du pied droit                          | 0-2                                    | 19e                                    |
| 4                                      | 16 novembre 2019                       | Gazprom Arena, Saint-Pétersbourg, Russie | Russie                                 | V 4 - 1                                | Éliminatoires de l'Euro 2020            | 19e                                    | du pied droit                          | 0-1                                    | 25e                                    |
| 5                                      | 24 mars 2021                           | Stade Den Dreef, Louvain, Belgique       | Pays de Galles                         | V 3 - 1                                | Éliminatoires de la Coupe du monde 2022 | 28e                                    | de la tête                             | 2-1                                    | 32e                                    |
| 6                                      | 3 juin 2021                            | Stade Roi Baudouin, Bruxelles, Belgique  | Grèce                                  | N 1 - 1                                | Match amical                            | 20e                                    | du pied droit                          | 1-0                                    | 34e                                    |
| 7                                      | 17 juin 2021                           | Parken Stadium, Copenhague, Danemark     | Danemark                               | V 2 - 1                                | Euro 2020                               | 55e                                    | du pied gauche                         | 1-1                                    | 37e                                    |
| 8                                      | 27 juin 2021                           | Stade La Cartuja, Séville, Espagne       | Portugal                               | V 1 - 0                                | Euro 2020                               | 42e                                    | du pied droit                          | 1-0                                    | 38e                                    |
| 9                                      | 13 novembre 2021                       | Stade Roi Baudouin, Bruxelles, Belgique  | Estonie                                | V 3 - 1                                | Éliminatoires de la Coupe du monde 2022 | 74e                                    | de la tête                             | 3-1                                    | 40e                                    |

## Palmarès

### En club
|  |  | SV Zulte Waregem - Championnat de Belgique : - Vice-champion : 2013. - Coupe de Belgique : - Finaliste : 2014. |  | Borussia Dortmund - Championnat d'Allemagne : - Vice-champion : 2020 et 2022. - Coupe d'Allemagne (1) : - Vainqueur : 2021. - Supercoupe d'Allemagne (1) : - Vainqueur : 2019. - Finaliste : 2020 et 2021. |  | PSV Eindhoven - Championnat des Pays-Bas : - Vice-champion : 2023. - Coupe des Pays-Bas (1) : - Vainqueur : 2023. |  | RSC Anderlecht - Coupe de Belgique : - Finaliste : 2025. |

### En sélections nationales
|  |  | Belgique - Coupe du monde : - Troisième : 2018. |

### Distinctions personnelles
- Espoir de l’année du championnat belge en 2013[39].
- Soulier d'or belge en 2013.
- Footballeur pro de l'année en 2014.

## Vie privée
Le 16 décembre 2013, Thorgan Hazard et sa compagne Marie Kindermans sont devenus parents d'une petite Elayna. Leur deuxième fille, Keïssy, est née le 7 janvier 2016.